# Chile potrafi
Chile potrafi (Chile puede) – chilijska komedia science-fiction z 2008 roku w reżyserii Ricardo Larraína. 

## Opis fabuły
Patricio to ekscentryczny, raczej niezrównoważony psychicznie biznesmen z Chile, który, wbrew stanowisku rządu własnego państwa, postanawia zrealizować pierwszą w dziejach Ameryki Łacińskiej samodzielną, przygotowaną bez pomocy wielkich mocarstw, załogową misję kosmiczną. W tym celu buduje tajną stację kosmiczną na pustyni Atacama. Nie mogąc znaleźć pierwszego chilijskiego kosmonauty wśród profesjonalistów (wszyscy odmawiają mu ze względu na zbyt duże ryzyko i zaległości w wypłatach), wyłania go poprzez konkurs telewizyjny. Tak oto zaszczyt historycznego lotu w kosmos przypada skromnemu nauczycielowi Guillermo. Tuż przed startem Patricia opuszczają niemal wszyscy technicy. Musi przeprowadzić misję z jednym tylko inżynierem i prymitywnym sprzętem. Dodatkowo ich działalność wzbudza poważny niepokój Waszyngtonu...

## Obsada
- Boris Quercia – Guillermo
- Willy Semler – Patricio
- Hugo Arana – inżynier
- Javiera Contador – Ana Maria
- Bélgica Castro – Ivan
- Álvaro Rudolphy – dziennikarz

i inni

## Dystrybucja
W chilijskich kinach film obejrzało ponad 64 tysiące widzów. W Europie był pokazywany wyłącznie w telewizjach. W Polsce jako pierwsza zaprezentowała go stacja HBO.